# Karl Stellwag
Karl Stellwag (22. dubna 1873 Stockfeld – 20. února 1963 Oberzwieselau) byl československý agronom, archeolog a politik německé národnosti, meziválečný senátor Národního shromáždění za Sudetoněmeckou stranu (SdP).

## Biografie
Působil jako hospodář, školitel a zemědělský poradce. V dětství se s rodinou přistěhoval do Čech z Německa. Byl nájemcem statku v Panenských Břežanech, v letech 1912–1938 pak nájemcem statku v Stvolínkách. Zabýval se archeologií. Na svých polích objevil několik archeologických nalezišť včetně sídliště kultury s vypíchanou keramikou u Stvolínek a jedné z prvních českých mezolitických lokalit (dnes Stvolínky I). Budoval soukromou sbírku archeologických nálezů.
V parlamentních volbách v roce 1935 získal za SdP senátorské křeslo v Národním shromáždění. Během svého funkčního období se angažoval v zemědělské politice a protože uměl dobře česky, i v různých jednáních s Čechy. V senátu setrval do října 1938, kdy jeho mandát zanikl v důsledku změn hranic Československa.
Profesí byl dle údajů k roku 1935 rolníkem ze Stvolínek. Během války žil na usedlosti Mariánov v Karasech u Zahrádek.
Po válce byl vydán spolu s ostatními bývalými poslanci a senátory československým úřadům souzen mimořádným lidovým soudem a v letech 1945–1948 vězněn. Dostal z nich nejmírnější trest. Poté byl vysídlen a působil v Západním Německu. Zde i ve svých 89 letech roku 1963 zemřel.